# Andrea del Río
Andrea del Río (Zaragoza, España, 21 de junio de 1991) es una actriz española conocida en la pequeña pantalla principalmente por sus papeles de Alicia Ocaña en Servir y proteger y Pilar Salinas en Mar de plástico. Es prima de Armando del Río y Paula del Río.

## Biografía
Empezó su carrera en televisión en el 2011 haciendo una pequeña aparición en Gran Hotel. Dos años después participó en la primera temporada de la serie diaria Amar es para siempre.
En 2014 y 2015 hizo pequeñas apariciones en series como Con el culo al aire y Cuéntame un cuento y un personaje secundario en la segunda temporada de Sin identidad.
En 2015 fichó por la serie Mar de plástico de Antena 3 para interpretar a Pilar Salinas junto con Rodolfo Sancho, Belén López, Jesús Castro, entre otros. y en ese mismo año actuó un capítulo de Las aventuras del capitán Alatriste. Un año más tarde se estrenó la segunda y última temporada de la serie "Mar de plástico".
En 2017 llegó su primer personaje protagonista en la serie diaria Servir y proteger de TVE interpretando a Alicia Ocaña, una inspectora de policía recién salida de la academia, compartiendo tramas con Luisa Martín, Juan José Ballesta, Juanjo Artero, entre otros.
En marzo de 2019 se anunció que abandonaba la serie a mitad de su tercera temporada después de dos años y medio de grabación con más de 400 episodios a sus espaldas tras la marcha de Alicia a Valencia con Iker (Ángel de Miguel).
El 10 de junio de 2020 se anuncia que regresa a Servir y proteger después de un año y tres meses de su salida recuperando su personaje Alicia Ocaña para la recta final de la cuarta temporada de la serie.

## Filmografía

### Televisión

#### Series de televisión
| Año                      | Serie                               | Personaje                                  | Canal     | Notas         |
| ------------------------ | ----------------------------------- | ------------------------------------------ | --------- | ------------- |
| 2011                     | Rocío Dúrcal, volver a verte        | Amiga de Carmen                            | Telecinco | 2 episodios   |
| 2011                     | Gran Hotel                          | Doncella                                   | Antena 3  | 1 episodio    |
| 2011                     | El secreto de Puente Viejo          | Ana                                        | Antena 3  | 1 episodio    |
| 2013                     | Amar es para siempre                | Isabela                                    | Antena 3  | 78 episodios  |
| 2014                     | Con el culo al aire                 | Marisa                                     | Antena 3  | 1 episodio    |
| 2014                     | Cuéntame un cuento                  | Natalia                                    | Antena 3  | 1 episodio    |
| 2015                     | Sin identidad                       | Eva                                        | Antena 3  | 5 episodios   |
| 2015                     | Las aventuras del capitán Alatriste | Elvira Barragás                            | Telecinco | 1 episodio    |
| 2015 - 2016              | Mar de plástico                     | Pilar Salinas                              | Antena 3  | 26 episodios  |
| 2017 - 2020; 2022 - 2023 | Servir y proteger                   | Alicia Ocaña Nieto / Alicia Quintero Nieto | La 1      | 518 episodios |
| 2023 - presente          | La Promesa                          | Teresa Villamil                            | La 1      | ¿? episodios  |

#### Programas de televisión
| Año  | Programa                  | Función     | Canal    | Notas                            |
| ---- | ------------------------- | ----------- | -------- | -------------------------------- |
| 2015 | Zapeando                  | Invitada    | La Sexta | 1 programa                       |
| 2017 | Hora punta                | Invitada    | La 1     | 1 programa, junto a Luisa Martín |
| 2023 | El cazador                | Concursante | La 1     | 1 programa                       |
| 2023 | El puente de las mentiras | Concursante | La 1     | 1 programa                       |

### Largometrajes
| Año  | Título      | Personaje | Dirección    |
| ---- | ----------- | --------- | ------------ |
| 2022 | Licantropía | Isabel    | Nieves Gómez |

### Cortometrajes
| Año  | Título    | Personaje | Dirección     |
| ---- | --------- | --------- | ------------- |
| 2010 | Levedad   | Lola      | Lucía del Río |
| 2022 | Palomitas |           | Mónica Dolado |